# Країна снігів
«Країна снігів» (雪国) — повість японського письменника Ясунарі Кавабата.

## Історія

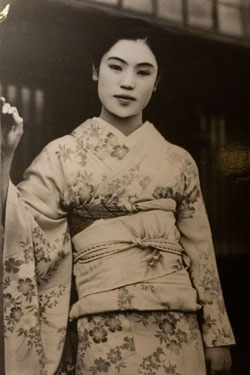
Гейша, що була прототипом Комако

Книга написана в період з 1934 по 1947. У цей час панував дух мілітаризму, звеличення самурайської відданості імперії. Кавабата обрав інший шлях і продовжував «жіночу лінію» в японські літературі, з акцентом на почуттях та милуванні природою.

## Сюжет
У основі сюжету історія стосунків токійця Сімамури, людини без певного заняття, і провінційної гейші Комако на тлі суворої природи західної Японії (префектура Ніїґата). Інтелігентний Сімамура описаний схильним до пустопорожніх міркувань. Він не здатний на великі почуття, проте захоплюється молодою гейшею, що працює розважаючи відпочивальників біля гарячих джерел. Комако вражає Сімамуру не так вродою, як душевною чистотою. Йому не зрозуміло, чому вона пожертвувала собою заради сина вчительки — стала гейшею, щоб оплатити його лікування.
Занадто несподіваним видалось йому і її кохання до нього самого. Практицизм Сімамури підказує йому, що відчайдушні зусилля Комако — марні. Характери Сімамури й Комако несумісні, рано чи пізно призведе до розриву. Він настає, коли Комако розуміє, що її кохання не знайшло відгуку в холодному серці Сімамури.

## Стиль
У книзі присутня дзен-буддійська естетика: стосунки Сімамури з Комако зображено впродовж різних пір року. Показати красу природи, її неповторність у скороминущій зміні пір року і на її тлі підкреслити цінність кожної миті людського життя. 
Повість підсумовує перший період творчого шляху Кавабата, коли ще на нього мав сильний вплив неосенсуалізм, а також відчувалися явні екзистенціальні прийоми.  "Країна снігу” визнана японською критикою шедевром сучасної ліричної прози.

## Визнання
В 1968 році Кавабата першим із японських письменників отримав Нобелівську премію з літератури «за майстерність розповіді, яка з надзвичайною чутливістю виражає сутність японської душі». Вручаючи премію, Нобелівский комітет відзначив три повісті: «Країну снігів», «Тисячу журавлів» та «Стару столицю».

## Українські переклади
У 1976 році у видавництві «Дніпро» вийшла книжка Кавабати в перекладах І. Дзюба «Країна снігу». Цей переклад був перевиданий ще кілька разів: видавництвом «Фоліо» в 2008 році, видавництвом Соломії Павличко «Основи» в 2003.